# Saint-Michel-de-Dèze
Saint-Michel-de-Dèze è un comune francese di 211 abitanti situato nel dipartimento della Lozère nella regione dell'Occitania.

## Società

### Evoluzione demografica
Abitanti censiti